# بليز بليز مي
بليز بليز مي (بالإنجليزية: Please Please Me)‏ أو تترجم أرجوكي أرضيني هو الألبوم الأول لفرقة الروك الأنكليزية البيتلز «الخنافس». أصدرته شركة التسجيلات Parlophone في 22 مارس 1963، في المملكة المتحدة.
يضم الألبوم 14 أغنية، منها 8 كتبها جون لينون وبول مكارتني. حقق الألبوم نجاحاً ساحقاً وظل في المرتبة الأولى في قائمة أكثر الأغاني مبيعاً في بريطانيا لثلاثين أسبوعاً قبل أن يحل الألبوم الثاني للفرقة نفسها مع البيتلز مكانه. قامت مجلة رولينغ ستون في 2012، بوضع الألبوم في المرتبة رقم 32 ضمن قائمة أعظم 500 ألبوم على الإطلاق. رولينغ ستون أيضاً وضعت اثنان من أغاني الألبوم ضمن قائمة أعظم 500 أغنية على الإطلاق: المرتبة 139، "I Saw Her Standing There"، والمرتبة 184، "Please Please Me". وفقا لستيفن توماس إرلواين من موقع أول ميوزيك، «بعد عقود من إصداره، الألبوم مازال يبدوا جديد»، الأغاني المنقولة «مثير للإعجاب» والأغاني الأصلية «مذهلة».

## قائمة الألبوم
جميع الأغاني كتباها جون لينون وبول مكارتني، باستثناء تلك التي بجانبها قوسين.
الوجه الأول
| الرقم | العنوان                                           | المدة | المغني         |
| ----- | ------------------------------------------------- | ----- | -------------- |
| 1     | "رأيتها تقف هناك ""I Saw Her Standing There"      | 2:54  | مكارتني        |
| 2     | "Misery" "البؤس "                                 | 1:49  | لينون ومكارتني |
| 3     | "آنا إذهبي إليه ""Anna (Go to Him" (آرثر الكسندر) | 2:57  | لينون          |
| 4     | "أغلال ""Chains" (جيري غوفين، كارول كينغ)         | 2:26  | جورج هاريسون   |
| 5     | "أولاد ""Boys" (لوثر ديكسون، ويس فاريل)           | 2:27  | رينغو ستار     |
| 6     | "اسألني لماذا " "Ask Me Why"                      | 2:26  | لينون          |
| 7     | " أرجوكِ إرضيني ""Please Please Me"                | 2:03  | لينون ومكارتني |

الوجه الثاني
| الرقم | العنوان                                                                   | المدة | المغني         |
| ----- | ------------------------------------------------------------------------- | ----- | -------------- |
| 1     | "أحبني أفعلها ""Love Me Do"                                               | 2:23  | مكارتني ولينون |
| 2     | "ملاحظة أحبك!""P.S. I Love You"                                           | 2:04  | مكارتني        |
| 3     | "حبيبتي إنه أنتي " "Baby It's You" (ماك ديفيد، بارني وليامز، بيرت باكراك) | 2:40  | لينون          |
| 4     | : تريد أن تعرف سرا""Do You Want to Know a Secret"                         | 2:51  | هاريسون        |
| 5     | "طعم العسل ""A Taste of Honey" (بوبي سكوت، ريك مارلو)                     | 2:03  | مكارتني        |
| 6     | "هناك مكان ""There's a Place"                                             | 1:51  | لينون ومكارتني |
| 7     | "اللف والزعيق ""Twist and Shout"                                          | 4:51  | لينون          |

## روابط خارجية
- بليز بليز مي على موقع الموسوعة البريطانية (الإنجليزية)
- بليز بليز مي على موقع أول موفي (الإنجليزية)